# Волчиха (Восточно-Казахстанская область)
Волчиха (каз. Волчиха) — упразднённое село в Глубоковском районе Восточно-Казахстанской области Казахстана. Входило в состав Малоубинского сельского округа. Ликвидировано в 2018 г. Код КАТО — 634057200.

## Население
В 1999 году население села составляло 84 человека (48 мужчин и 36 женщин). По данным переписи 2009 года, в селе проживало 55 человек (32 мужчины и 23 женщины).